# Nguyên Khê
Nguyên Khê là một xã thuộc huyện Đông Anh, thành phố Hà Nội, Việt Nam.

## Địa lý
Xã Nguyên Khê nằm ở phía nam sông Cà Lồ, có vị trí địa lý:
- Phía đông giáp xã Xuân Nộn
- Phía tây giáp xã Bắc Hồng
- Phía nam giáp thị trấn Đông Anh và xã Tiên Dương
- Phía bắc giáp huyện Sóc Sơn.

Xã Nguyên Khê có diện tích 7,92 km², dân số năm 2022 là 16.276 người, mật độ dân số đạt 2.055 người/km².

## Hành chính
Xã Nguyên Khê được chia thành 8 thôn: Cán Khê, Đại Bằng, Đồng, Khê Nữ, Lâm Tiên, Nguyên Khê, Sơn Du, Tiên Hùng và khối phố Nguyên Khê.

## Lịch sử
Trước Cách mạng tháng Tám năm 1945, địa bàn Nguyên Khê thuộc xã 
Đông Khê, huyện Đông Anh, tỉnh Phúc Yên với 6 thôn: Nguyên Khê, Lâm Tiên, Cán Khê, Khê Nữ, Sơn Du, Đại Bằng và 3 xóm: Núi, Tiên, Nguyễn.
Tháng 4 năm 1946, sáp nhập thôn Nguyên Khê vào xã Đào Nguyên; sáp nhập thôn Lâm Tiên vào xã Phúc Tiến; sáp nhập 3 xóm: Núi, Tiên, Nguyễn thuộc xã Phù Lỗ; sáp nhập các thôn còn lại vào xã Liên Hiệp.
Tháng 3 năm 1949, thôn Sơn Du nhập vào xã Nam Hồng; các thôn: Khê Nữ, Cán Khê, Đại Bằng, Lâm Tiên, Nguyên Khê nhập vào xã Xuân Nộn thành xã Tự Do.
Năm 1955, chia xã Tự Do thành xã Phúc Thịnh và xã Xuân Nộn.
Ngày 20 tháng 4 năm 1961, Quốc hội ban hành Nghị quyết về việc:
- Sáp nhập các xóm Núi, Tiên, Nguyễn của xã  Phù Lỗ vào xã Phúc Thịnh quản lý
- Sáp nhập xã Phúc Thịnh, huyện Đông Anh, tỉnh Vĩnh Phúc vào thành phố Hà Nội quản lý.

Ngày 31 tháng 5 năm 1961, Hội đồng Chính phủ ban hành 78-CP Theo đó, xã Phúc Thịnh thuộc huyện Đông Anh, thành phố Hà Nội.
Tháng 6 năm 1965, đổi tên xã Phúc Thịnh thành xã Nguyên Khê với 7 thôn: Sơn Du, Đại Bằng, Khê Nữ, Cán Khê, Tiên Hùng, Nguyên Khê, Lâm Tiên.
Ngày 13 tháng 10 năm 1982, Hội đồng Bộ trưởng ban hành Quyết định số 173-HĐBT về việc thành lập thị trấn Đông Anh trên cơ sở một phần diện tích tự nhiên và dân số của xã Nguyên Khê.
Năm 1993, thành lập thôn Đồng.
Năm 1998, thành lập khối phố Nguyên Khê.

## Giao thông
Các tuyến, hệ thống giao thông quan trọng qua xã Nguyên Khê:
- Quốc lộ 3: đoạn qua xã có cầu vượt sông Cà Lồ tại lý trình km 17+173 cũng là ranh giới với huyện Sóc Sơn
- Đường sắt: tuyến đường sắt Hà Nội – Quán Triều
- Hệ thống xe buýt: 15, 17, 96, CNG04.